# Ragnar Lennartsson
Ragnar "Raggen" Lennartsson, född 20 januari 1910 i Fritsla, död 8 augusti 1988 i Billesholm, var en svensk fotbollsspelare (forward). Han representerade IF Elfsborg och Gårda BK i Allsvenskan, samt svenska landslaget.

## Biografi
"Raggen" påbörjade sin karriär i Fritsla IF, och gick inför säsongen 1937-38 över till IF Elfsborg. Att ta en ordinarie plats var dock lättare sagt än gjort, då samtliga "kedjespelare" just då spelade i landslaget. Men när en av dem blev skadad tog han chansen. Även landslagsplatsen var ledig, och i de två matcher Lennartsson fick göra där, gjorde han mål i båda. Efter sin första landskamp fick han dock återvända till reservlaget, men blev återigen uttagen till landskamp där han målade igen. Nu ville IF Elfsborg ge honom en "riktig" plats i A-laget, men "Raggen" tackade nej med motiveringen att han inte tänkte spela mer den säsongen. Ragnar ligger topp-tio när det gäller högst målsnitt i allsvenskan för IF Elfsborg genom tiderna.
Lennartsson var med och vann SM-guld med säsongen IF Elfsborg 1938-1939 och spelade inledningen av följande guldsäsong1939-1940. I hård konkurrens med Örgryte IS lyckades Gårda BK under uppmärksammade former värva "landslagcentern som spelar i reservlaget" under pågående säsong 1939-40, där den duktige Gunnar Gren då spelade. Här avslutades karriären med några säsonger innan en knäskada satte stopp för fortsatt fotboll.
"Raggen" var även med och avgjorde en uppmärksammad match mellan Svenska landslaget och Elfsborg där Elfsborg vann med 3-2: https://web.archive.org/web/20151222083748/http://www.boras.se/download/18.e16926112bcd91ede6800056465/1390354846238/Sture+Dahll%C3%B6f.pdf

## Fotnoter
1. 1 2  ”Jubileumsskrift, Fritsla Idrottsförening, 1920-2000”, 2000.
2. ↑  Lindahl, J. ”Sveriges landslagsmän 1908-2012”, hämtad 27 mars 2013
3. ↑  National Football Teams ”Lennartsson, Ragnar”, hämtad 27 mars 2013
4. ↑  Nygren, K. ”Spelare må, högst målsnitt i Allsvenskan”, hämtad 31 mars 2013